# Władysław Nawaduński
Władysław Nawaduński (ur. 2 lutego 1893 w Upinach na Litwie, zm. 2 czerwca 1961 w Nowym Dworze Mazowieckim) – polski lekarz i działacz społeczny, poseł na Sejm PRL I kadencji (1952–1956). 

## Życiorys
Ukończył gimnazjum w Lipawie. Studiował medycynę na Uniwersytecie Dorpackim, jednak po kilku semestrach nauki był zmuszony przerwać studia z powodów społecznych i rozpoczął pracę w szpitalu zakaźnym w Siemiatyczach. Po odzyskaniu przez Polskę niepodległości dokończył studia na Uniwersytecie Warszawskim (ukończył je w 1922). Podczas nauki zatrudniony m.in. w szpitalu kolejowym na Pradze. Od 1927 kierował pracami szpitala powiatowego w Nowym Dworze Mazowieckim: funkcję dyrektora pełnił do śmierci. Był inicjatorem budowy nowego szpitala w mieście.  
W 1945 wstąpił do Stronnictwa Demokratycznego, z ramienia którego wybrano go do Miejskiej Rady Narodowej. W 1952 został posłem na Sejm PRL I kadencji w okręgu Pruszków, gdzie zasiadał w Komisji Pracy i Zdrowia. Po 1957 kontynuował pracę jako dyrektor szpitala. 
Odznaczony m.in. Złotym i Srebrnym Krzyżem Zasługi. Został pochowany na cmentarzu katolickim w Nowym Dworze Mazowieckim. Jest także patronem Szpitala Powiatowego w Nowym Dworze Mazowieckim. 26 maja 2015 rada miasta nadała mu tytuł honorowego obywatela Nowego Dworu Mazowieckiego.